# Drusus berthelemyi
Drusus berthelemyi là một loài Trichoptera trong họ Limnephilidae. Chúng phân bố ở miền Cổ bắc.